# Sally Gunnell
Sally Jane Janet Gunnell (ur. 29 lipca 1966 w Chigwell) – brytyjska lekkoatletka płotkarka.
Mistrzyni olimpijska z Barcelony (1992) w biegu na 400 metrów przez płotki, brązowa medalistka olimpijska w sztafecie 4 × 400 metrów (1992). Złota (Stuttgart 1993) i srebrna (Tokio 1991) medalistka mistrzostw świata w biegu na 400 m przez płotki, brązowa medalistka MŚ w sztafecie 4 × 400 m (Stuttgart 1993). Mistrzyni Europy w biegu na 400 m ppł (Helsinki 1994).
Halowa mistrzyni Europy w biegu na 400 metrów (Haga 1989). Czterokrotnie zwyciężała w Pucharze Europy w Lekkoatletyce w biegu na 400 metrów przez płotki (1993, 1994, 1996 oraz 1997). Ma w swoim dorobku również 3 złote medale Igrzysk Wspólnoty Narodów, złoto Igrzysk Dobrej Woli oraz zwycięstwo w Pucharze Świata w lekkoatletyce. Podczas mistrzostw świata w 1993 ustanowiła rekord świata w biegu na 400 m ppł – 52,74, dziś jest to wciąż rekord Wielkiej Brytanii. Lekkoatletka roku 1993.

## Życie prywatne
Od 1992 Gunnell, jest żoną Jonathana Bigga. Para ma trzech synów. Finleya, Marleya i Lucę.

## Igrzyska olimpijskie
| Miejsce | Dzień          | Rok  | Miejscowość | Konkurencja        | Czas biegu  | Strata    | Zwycięzca            |
| ------- | -------------- | ---- | ----------- | ------------------ | ----------- | --------- | -------------------- |
| 5.      | 28 września    | 1988 | Seul        | bieg na 400 m ppł  | 54,03 s     | + 0,86 s  | Debbie Flintoff-King |
| 11.     | 29 września    | 1988 | Seul        | bieg na 100 m ppł  | 13,13 s     | –         | Jordanka Donkowa     |
| 6.      | 1 października | 1988 | Seul        | sztafeta 4 × 400 m | 3:26,89 min | + 11,72 s | ZSRR                 |
| złoto   | 5 sierpnia     | 1992 | Barcelona   | bieg na 400 m ppł  | 53,23 s     | –         | –                    |
| brąz    | 8 sierpnia     | 1992 | Barcelona   | sztafeta 4 × 400 m | 3:24,23 min | + 4,03 s  | WNP                  |
| NF      | 29 lipca       | 1996 | Atlanta     | bieg na 400 m ppł  | –           | –         | Deon Hemmings        |

## Mistrzostwa świata
| Miejsce | Dzień       | Rok  | Miejscowość | Konkurencja        | Czas biegu  | Strata   | Zwycięzca         |
| ------- | ----------- | ---- | ----------- | ------------------ | ----------- | -------- | ----------------- |
| 10.     | 4 września  | 1987 | Rzym        | bieg na 100 m ppł  | 13,05 s     | –        | Ginka Zagorczewa  |
| srebro  | 29 sierpnia | 1991 | Tokio       | bieg na 400 m ppł  | 53,16 s     | + 0,05 s | Tatjana Ledowska  |
| 4.      | 1 września  | 1991 | Tokio       | sztafeta 4 × 400 m | 3:22,01 min | + 3,58 s | ZSRR              |
| złoto   | 19 sierpnia | 1993 | Stuttgart   | bieg na 400 m ppł  | 52,74 s     | –        | –                 |
| brąz    | 22 sierpnia | 1993 | Stuttgart   | sztafeta 4 × 400 m | 3:23,41 min | + 6,70 s | Stany Zjednoczone |
| NS.     | 6 sierpnia  | 1997 | Ateny       | bieg na 400 m ppł  | –           | –        | Nezha Bidouane    |

## Mistrzostwa Europy
| Miejsce | Dzień       | Rok  | Miejscowość | Konkurencja        | Czas biegu  | Strata   | Zwycięzca        |
| ------- | ----------- | ---- | ----------- | ------------------ | ----------- | -------- | ---------------- |
| 17.     | 28 sierpnia | 1986 | Stuttgart   | bieg na 100 m ppł  | 13,22 s     | –        | Jordanka Donkowa |
| 6.      | 31 sierpnia | 1990 | Split       | bieg na 400 m ppł  | 55,45 s     | + 1,83 s | Tatjana Ledowska |
| brąz    | 1 września  | 1990 | Split       | sztafeta 4 × 400 m | 3:24,78 min | + 3,76 s | NRD              |
| złoto   | 10 sierpnia | 1994 | Helsinki    | bieg na 400 m ppł  | 53,33 s     | –        | –                |
| 4.      | 14 sierpnia | 1994 | Helsinki    | sztafeta 4 × 400 m | 3:24,14 min | + 1,80 s | Francja          |

## Igrzyska Wspólnoty Narodów
| Miejsce | Dzień       | Rok  | Miejscowość | Konkurencja        | Czas biegu  | Strata   | Zwycięzca  |
| ------- | ----------- | ---- | ----------- | ------------------ | ----------- | -------- | ---------- |
| złoto   | 1 sierpnia  | 1986 | Edynburg    | bieg na 100 m ppł  | 13,29 s     | –        | –          |
| złoto   | 29 stycznia | 1990 | Auckland    | bieg na 400 m ppł  | 55,38 s     | –        | –          |
| srebro  | 2 lutego    | 1990 | Auckland    | bieg na 100 m ppł  | 13,12 s     | + 0,21 s | Kay Morley |
| złoto   | 25 sierpnia | 1994 | Victoria    | bieg na 400 m ppł  | 54,51 s     | –        | –          |
| złoto   | 28 sierpnia | 1994 | Victoria    | sztafeta 4 × 400 m | 3:27,06 min | –        | –          |